# William Wurster
William Wurster (Stockton, 20 ottobre 1895 – Berkeley, 19 settembre 1973) è stato un architetto statunitense. Professore d'architettura presso l'Università della California, Berkeley e il Massachusetts Institute of Technology, Wurster è noto per i suoi progetti di edifici residenziali in California.

## Biografia
Wurster è nato il 20 ottobre 1895 in Stockton, California. 
Durante gli anni trascorsi alla Stockton Public High School, lavorò in uno studio di progettazione architettonica; mentre era lì, lavorò come tuttofare, disegnando progetti, realizzando disegni e planimetrie, cosa che gli permise di coltivare i suoi primi interessi per l'architettura.

Dopo essersi diplomato dalla scuola superiore nel 1912, frequentò la scuola d'architettura presso l'Università della California, Berkeley. Un disturbo fisico impedì a Wurster di partecipare al servizio militare volontario durante la prima guerra mondiale. Decise di studiare ingegneria navale all'Università della California, Berkeley e nel 1918 si arruolò nella marina mercantile. Nel 1919, dopo aver completato un anno di servizio nel Pacifico, tornò all'università per laurearsi con lode in architettura.

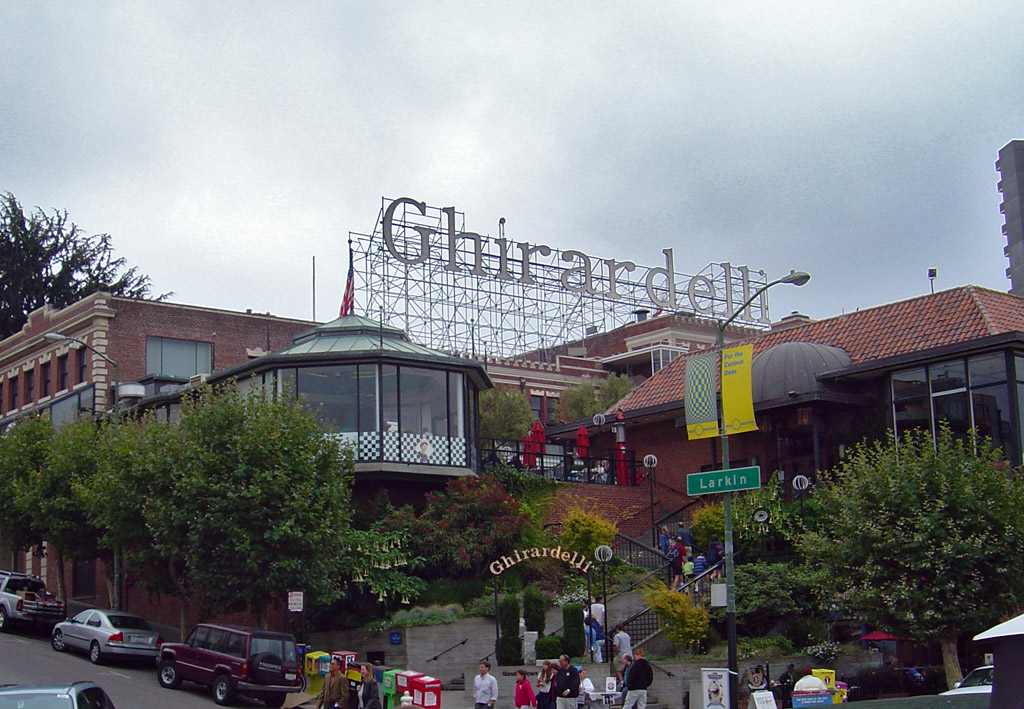
Piazza Ghirardelli, San Francisco. Lo studio d'architettura di Wurster, insieme a Lawrence Halprin, fu responsabile dello sviluppo del progetto concettuale di riutilizzo della piazza nei primi anni '60.

Dopo la laurea, fece un apprendistato nello studio di John W. Reid Jr., poi lavorò come progettista architettonico di Charles Dean. Dal 1920 al 1922 lavorò alla progettazione dell'impianto di filtraggio dell'acqua della città di Sacramento. Durante questo periodo lavorò anche in modo indipendente, progettando diversi piccoli edifici residenziali. Nell'aprile del 1922 ottenne l'abilitazione all'esercizio della professione di architetto. In seguito, intraprese un tour in Europa, dove incontrò l'arte e il design che fino a quel momento aveva conosciuto solo attraverso i libri, prima di tornare negli Stati Uniti nel 1923 e dirigersi a New York, dove entrò nello studio Delano e Aldrich, noti per il loro lavoro nella tenuta di John D. Rockefeller a Pocantico Hills e nel castello di Otto Kahn a Cold Spring Harbor.
Wurster rimase fortemente associato, per tutti i suoi quarantacinque anni di carriera, alla Bay Area e al suo stile regionale, insieme al mentore di Wurster Bernard Maybeck, all'architetto paesaggista Thomas Church e al collega architetto Joseph Esherick. Wurster progettò centinaia di case in California tra il 1920 e il 1940, utilizzando materiali autoctoni e uno stile semplice e diretto, adatto al clima. La sua Gregory Farmhouse del 1928 a Scotts Valley, in California, è considerata il prototipo della casa in stile ranch e un'influenza diretta sullo sviluppo successivo dello stile regionale nord-occidentale di John Yeon e Pietro Belluschi.

Nel 1940, sposò Catherine Bauer. Incontrò Bauer mentre entrambi frequentavano Harvard , dove seguivano i corsi dell'urbanista socialista tedesco Martin Wagner. I suoi studi ad Harvard furono interrotti quando, nel 1945, fu nominato preside della facoltà di architettura e pianificazione del Massachusetts Institute of Technology, incarico che ricoprì per cinque anni. Entrambi i coniugi dovettero fronteggiare le accuse di slealtà durante il Maccartismo della fine degli anni '40.

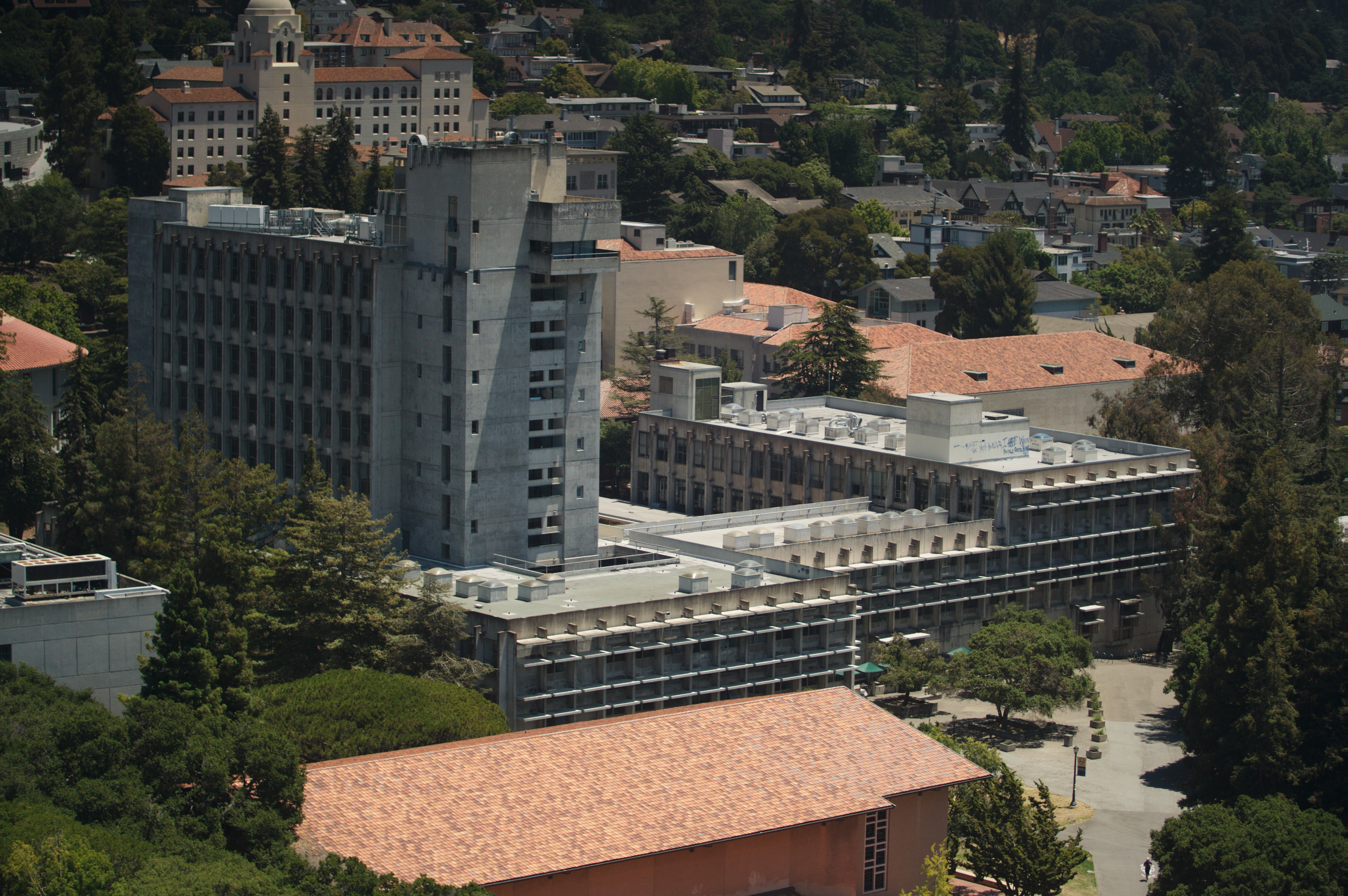
Bauer Wurster Hall, fotografata nel 2016.

Nel 1945, fondò lo studio Wurster, Bernardi & Emmons (WBE) con Theodore Bernardi e Donn Emmons. Nel 1950 fu nominato preside della facoltà d'architettura dell'Università della California, Berkeley. Nel 1954 Wurster venne eletto "fellow" dell'American Institute of Architects (AIA). Nel 1959 fondò il College of Environmental Design, che riunì le tre facoltà di architettura, architettura del paesaggio e urbanistica in un'unica organizzazione. Ne fu preside fino al suo pensionamento nel 1963.  Nel 1965, il suo studio di progettazione, WBE ricevette il terzo premio dell'AIA Architecture Firm Award e nel 1969 gli fu conferita la medaglia d'oro dell'AIA per il suo ruolo in architettura.
La Bauer Wurster Hall fu completata nel 1964 nel campus UC Berkeley, progettata dai membri della facoltà Joseph Esherick, Vernon DeMars e Donald Olsen. La Bauer Wurster Hall è chiamata così in onore suo e di sua moglie. Originariamente si chiamava Wurster Hall e ribattezzato Bauer Wurster Hall nel dicembre 2020.
Wurster morì il 19 settembre 1973, per complicazioni del morbo di Parkinson.